# Routoir
 (juillet 2016).
Si vous disposez d'ouvrages ou d'articles de référence ou si vous connaissez des sites web de qualité traitant du thème abordé ici, merci de compléter l'article en donnant les références utiles à sa vérifiabilité et en les liant à la section « Notes et références ».

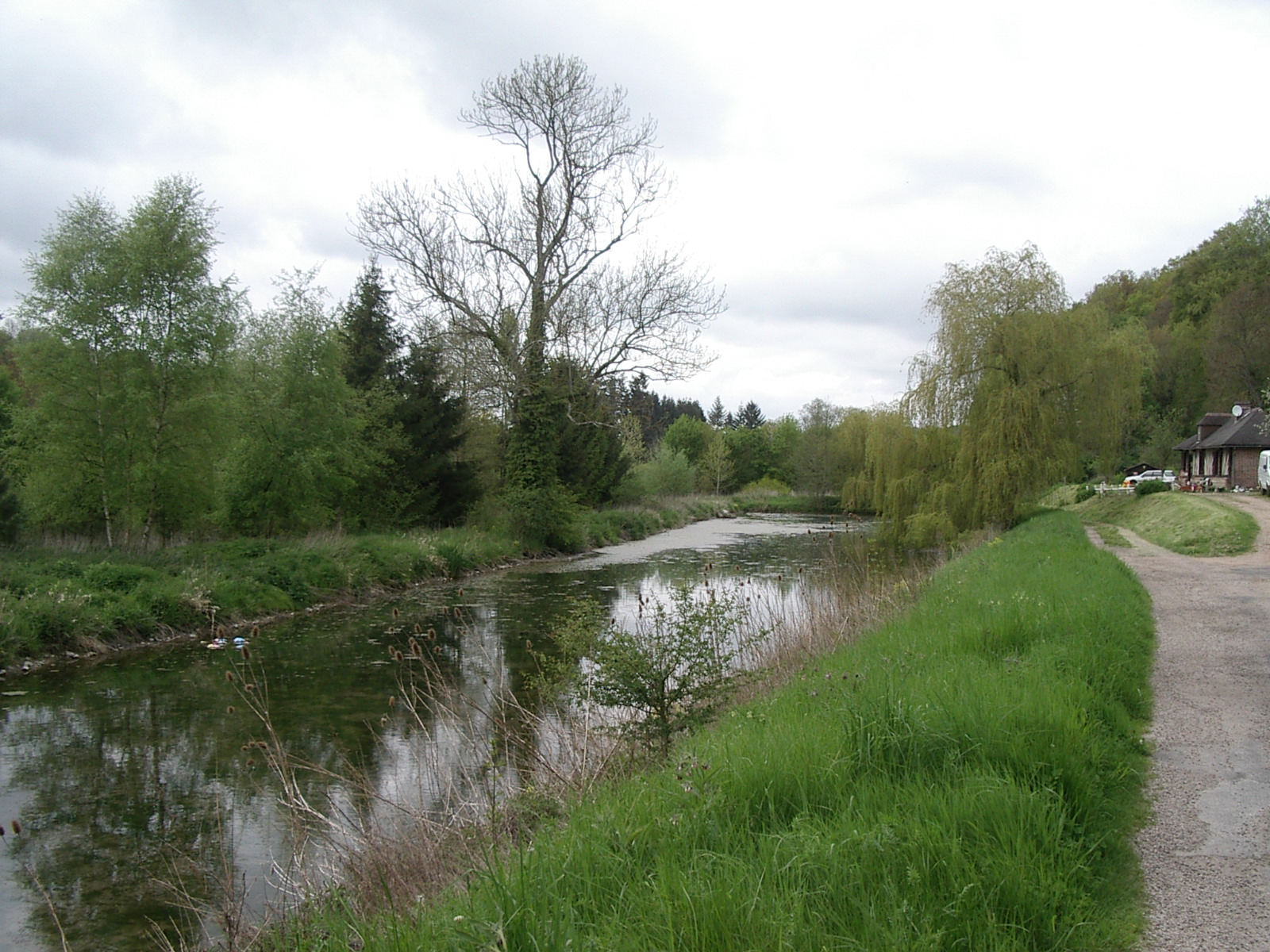
Routoir à Fontaine-la-Louvet.

Un routoir, ou rouissoir, est un bassin où l'on pratique le rouissage aquatique de plantes textiles comme le lin et le chanvre.
Le rouissoir pouvait être constitué de différents bassins alimentés constamment par la dérivation d'un cours d'eau ou une source, avec un premier bassin pour le rouissage et un second pour l'évacuation et le filtrage de l'eau. On retrouve généralement une vanne pour l'introduction d'eau claire et une autre pour son évacuation. Un décret impérial du 15 octobre 1810  exigeait que les routoirs soient creusés à une certaine distance des habitations, du fait des odeurs nauséabondes qui s'en dégageaient. Il est en effet considéré que le rouissage du chanvre pratiqué dans les étangs et mares d'eaux stagnantes infecte l'air et tue les poissons des cours d'eau mais la nuisance pour la santé n'a pas été prouvée à l'époque.
La pratique du rouissage aquatique fut abandonnée au XXe siècle au profit de l'exposition des plantes dans les prairies notamment à cause des « graves dangers pour la santé », alors que l'on sait depuis que le risque du rouissage pour la santé humaine est nul.

Avec des eaux stagnantes, on obtenait un résultat plus rapide mais la filasse était de moins belle qualité et surtout moins résistante. Dans les eaux courantes, le rouissage était plus lent mais l'on obtenait des fibres presque blanches et très solides. Toutes les eaux courantes n'étaient pas bonnes au rouissage. On ne pouvait utiliser ni les eaux acides (provenant des tourbières, des landes, des bois ou des marais),ni les eaux calcaires. Les meilleures étaient les eaux claires et à courant peu rapide. Les eaux qui avaient servi au rouissage étaient réputées excellentes pour l'irrigation : les détritus solides qui se déposaient au fond du routoir sous forme de vase constituaient un engrais énergique.